# Qing-Yun Chen
Qing-Yun Chen (en chino simplificado, 陈庆云; pinyin, Chén Qìngyún; Yanjiang, 25 de enero de 1929 – Shanghái, 2 de marzo de 2023) fue un químico orgánico chino y miembro de la Academia China de las Ciencias, especializado en el campo de la química del flúor orgánico.

## Biografía
Chen nació el 25 de enero de 1929 en Yanjiang, provincia de Hunan, en el seno de una familia que no era especialmente adinerada. Sus padres concedían gran importancia a la educación e hicieron todo lo posible para garantizar que recibiera una educación formal; en 1948, fue admitido en la Universidad de Pekín, donde se graduó cuatro años más tarde con un título en química.
Después de terminar su licenciatura en 1952, se unió al Salón de Instrumentación de la Academia China de las Ciencias (ahora conocido como Instituto Changchun de Óptica, Mecánica de Precisión y Física de la Academia China de las Ciencias) como asistente de investigación. En 1956, después de aprobar el examen de ingreso a la URSS, se matriculó en el Instituto de Compuestos Orgánicos Elementales de la Academia de Ciencias de la Unión Soviética para obtener un título de maestría. Recibió su doctorado en química organofluorada en 1960 bajo la supervisión de Iván Knunyants y N. P. Gambaryan.
En 1960, después de completar sus estudios, regresó a China para estudiar el desarrollo del caucho fluorado y en 1963, fue transferido al Instituto de Química Orgánica de Shanghái de la Academia China de las Ciencias, donde continuó con sus invetigaciones sobre el caucho fluorado. Chen y sus colegas encontraron el inhibidor de niebla de cromato F-53 y estudiaron y sintetizaron una variedad de sustancias químicas. Luego lo utilizaron como base para un estudio sistemático de la transferencia de un solo electrón de haluros de fluoroalquilo. 
En 1993 fue elegido académico de la Academia China de las Ciencias. Después de 2000 amplió sus intereses de investigación a la síntesis y aplicación de porfirinas fluoroalquiladas. Desarrolló dos métodos prácticos para la preparación de varias porfirinas fluoroalquiladas, la reacción de sulfinatodeshalogenación y la reacción de acoplamiento cruzado catalizada por paladio.
Murió el 2 de marzo de 2023, a la edad de 94 años en Shanghái.

## Familia
En 1961 se casó con Zhi-Fen Yu y tuvieron un hijo y una hija.